# بس بست (حومة لنجة)
بس بست (بالفارسية: پس‌بست) هي مستوطنة تقع في إيران في مهران. يقدر عدد سكانها بـ 166 نسمة .